# Drag Race France
Drag Race France è un programma televisivo francese di genere reality, in onda su France 2 e sulla piattaforma streaming France.tv Slash a partire dal 2022.
Il programma è basato sul format del programma statunitense RuPaul's Drag Race. Come nella versione originale, le concorrenti devono mostrare le loro doti d'intrattenitrici cimentandosi in varie sfide. Ogni settimana le loro performance vengono valutate da vari giudici: tra essi quelli fissi sono la drag queen nonché presentatrice Nicky Doll, Daphné Bürki, Kiddy Smile, mentre i giudici ospiti variano ogni settimana. Al termine dell'episodio una concorrente viene eliminata; tra le ultime rimaste verrà scelta e incoronata France's Next Drag Superstar, che riceverà una serie di premi.

## Format
Il casting viene annunciato online e chi vuole partecipare al programma deve mandare un provino formato video. Per poter prendere parte al programma è necessario avere 18 o più anni. Le persone transgender possono partecipare al programma e, nel corso delle stagioni classiche, alcune concorrenti hanno dichiarato apertamente il loro stato di transgender.

### Puntate
Ogni puntata si divide, generalmente, in tre fasi:
- La mini sfida: in ogni mini sfida alle concorrenti viene chiesto di svolgere una gara con caratteristiche e tempi differenti.
- La sfida principale: in ogni sfida principale alle concorrenti viene chiesto di svolgere una prova, generalmente sono gare individuali. La vincitrice della sfida riceve un premio, che consiste in vestiti, gioielli, cosmetici e altro ancora.
- L'eliminazione: tutte le concorrenti vengono chiamate davanti ai giudici. In questa fase le varie concorrenti vengono giudicate. La migliore della puntata viene dichiarata vincitrice ricevendo un premio. Le ultimi due invece devono sfidarsi esibendosi in playback con una canzone assegnata all'inizio di ogni puntata. La peggiore verrà eliminata dalla competizione con la famosa frase pronunciata  "Sashay away" e lascia un messaggio scritto con il rossetto sullo specchio della sala dove si svolgono le riprese; la vincitrice, al contrario, viene celebrata con la frase "Shantay you stay", e può continuare la competizione.

## Giudici
I giudici danno la loro valutazione sui vari concorrenti, esprimendo le loro opinioni circa ciò che accade sul palcoscenico principale. Tra i giudici ospiti comparsi nel corso delle edizioni troviamo: Jean-Paul Gaultier, Iris Mittenaere, Chantal Thomas, Bilal Hassani, Shy'm, Yseult ed Olivier Rousteing.

### Giudici fissi
| Giudice      | Edizioni | Edizioni | Edizioni |
| Giudice      | 1        | 2        | 3        |
| ------------ | -------- | -------- | -------- |
| Nicky Doll   | Fisso    | Fisso    | Fisso    |
| Daphné Bürki | Fisso    | Fisso    | Fisso    |
| Kiddy Smile  | Fisso    | Fisso    | Fisso    |

- Nicky Doll (edizione 1), drag queen francese attiva principalmente negli Stati Uniti, nel 2020 ha preso parte alla dodicesima edizione di RuPaul's Drag Race.[3]
- Daphné Bürki (edizione 1), attrice e conduttrice televisiva francese, ha recitato in molti film, tra cui Travolti dalla cicogna, e ha presentato molti programmi tv sulle principali emittenti francesi.[3]
- Kiddy Smile (edizione 1), disc jockey e ballerino francese, particolarmente noto per aver promosso l'arte del vogueing sulla scena parigina.[3]

### Untucked
Durante ogni puntata di Drag Race France viene seguito un intermezzo di Untucked nel quale vengono mostrate scene inedite della competizione e il backstage del programma.

## Premi
Anche in questa versione del programma, la vincitrice riceve dei premi. I premi vinti in ogni edizione sono stati:
1ª edizione:
- Una fornitura di cosmetici per un anno della MAC Cosmetics
- Un articolo e copertina su Cosmopolitan
- Un viaggio tutto compreso per le isole Mauritius sponsorizzato da Tinder
- Una corona e uno scettro di Carré Y

2ª edizione:
- Una fornitura di cosmetici per un anno della MAC Cosmetics
- Un viaggio tutto compreso per New York sponsorizzato da Misterb&b
- Una corona e uno scettro di Y'Paris

3ª edizione:
- Una fornitura di cosmetici per un anno della MAC Cosmetics
- Un viaggio tutto compreso per Venezia sponsorizzato da Misterb&b
- Una corona e uno scettro di Y'Paris

## Edizioni
| Edizione | Concorrenti | Episodi | Prima TV Francia | Prima TV Italia | Vincitrice | Miss Simpatia |
| -------- | ----------- | ------- | ---------------- | --------------- | ---------- | ------------- |
| 1ª       | 10          | 8       | 2022             | inedita         | Paloma     | Elips         |
| 2ª       | 11          | 9       | 2023             | inedita         | Keiona     | Moon          |
| 3ª       | 10          | 8       | 2024             | inedita         | Le Filip   | Norma Bell    |

### Prima edizione
La prima edizione di Drag Race France è andata in onda in Francia dal 25 giugno all'11 agosto 2022 sulla piattaforma streaming France.tv Slash. Il cast viene annunciato il 1º giugno 2022. Dieci drag queen, provenienti da diverse parti della Francia, si sfidano per entrare nella Drag Race Hall of Fame.
Paloma, vincitrice dell'edizione, ha guadagnato come premio una fornitura di cosmetici della MAC Cosmetics, un articolo e copertina su Cosmopolitan, un viaggio tutto compreso per le isole Mauritius sponsorizzato da Tinder, una corona e uno scettro di Carré Y.  A vincere il titolo di Miss Simpatia è stata Elips.

### Seconda edizione
Nell'agosto 2022 il programma viene rinnovato per una seconda edizione, con l'apertura dei relativi casting. Il cast venne annunciato il 1º giugno 2023. Undici drag queen, provenienti da diverse parti della Francia, si sfidano per entrare nella Drag Race Hall of Fame.
Keiona, vincitrice dell'edizione, ha guadagnato come premio una fornitura di cosmetici della MAC Cosmetics, un viaggio tutto compreso per New York sponsorizzato da Misterb&b, una corona e uno scettro di Y'Paris.  A vincere il titolo di Miss Simpatia è stata Moon.

### Terza edizione
Nell'ottobre 2023 il programma viene rinnovato per una terza edizione, con l'apertura dei relativi casting. Il cast venne annunciato il 24 aprile 2024. Dieci drag queen, provenienti da diverse parti della Francia, si sfidano per entrare nella Drag Race Hall of Fame.
Le Filip, vincitrice dell'edizione, ha guadagnato come premio una fornitura di cosmetici della MAC Cosmetics, un viaggio tutto compreso per Venezia sponsorizzato da Misterb&b, una corona e uno scettro di Y'Paris.  A vincere il titolo di Miss Simpatia è stata Norma Bell.

## Concorrenti
Le concorrenti che prendono parte al programma nella prima edizione sono (in ordine di eliminazione):
| Edizioni | Vincitrice | Finaliste                  | 3°                         | 4°                       | 5°            | 6°           | 7°         | 8°           | 9°          | 10°            | 11°  |
| -------- | ---------- | -------------------------- | -------------------------- | ------------------------ | ------------- | ------------ | ---------- | ------------ | ----------- | -------------- | ---- |
| 1ª       | Paloma     | La Grande Dame Soa de Muse | La Grande Dame Soa de Muse | Lolita Banana            | La Big Bertha | Elips        | Kam Hugh   | La Briochée  | Lova Ladiva | La Kahena      |      |
| 2ª       | Keiona     | Sara Forever               | Mami Watta Punani          | Mami Watta Punani        | Piche         | Cookie Kunty | Moon       | Ginger Bitch | Kitty Space | Vespi          | Rose |
| 3ª       | Le Filip   | Ruby On The Nail           | Leona Winter Lula Strega   | Leona Winter Lula Strega | Misty Phoenix | Perseo       | Norma Bell | Edeha Noire  | Magnetica   | Afrodite Amour |      |

Legenda:
     La concorrente è stata nominata Miss Simpatia
     La concorrente si è ritirata dalla competizione.
     La concorrente è stata eliminata precedentemente dalla competizione, è tornata e ha continuato nella competizione.

## Musiche
Quasi tutte le canzoni utilizzate nelle varie edizioni provengono dagli album di RuPaul, fanno eccezione le canzoni utilizzate per il playback alla fine delle puntate.

### Palcoscenico principale
Le canzoni utilizzate durante la presentazione degli outfit dei concorrenti sono state:
- Sissy That Walk tratto da Born Naked (1ª, 2ª e 3ª edizione)

### Altre musiche
Nel corso del programma sono stati rilasciati vari singoli promozionali:
- Boum Boum – Pop Remix - La Big Bertha, La Grande Dame, Paloma (1ª edizione)
- Boum Boum – Rock Remix - Elips, Lolita Banana e Soa de Muse (1ª edizione)
- We Are Légendaire - Cookie Kunty, Ginger Bitch, Keiona, Kitty Space, Mami Watta, Moon, Piche, Punani, Rose, Sara Forever e Vespi (2ª edizione)
- Voulez-Vous Drag Race Avec Moi Ce Soir? - Afrodite Amour, Edeha Noire, Le Filip, Leona Winter, Lula Strega, Magnetica, Misty Phoenix, Norma Bell, Perseo e Ruby On The Nail (3ª edizione)